# Trinidad e Tobago nos Jogos Olímpicos de Verão de 1972
Trinidad e Tobago participou dos Jogos Olímpicos de Verão de 1972 em Munique, Alemanha Ocidental.
Trinidad e Tobago foi representado por 20 atletas e 9 oficiais.

## Resultados e competidores por Evento

### Atletismo
100m masculino
- Ainsely Armstrong
  - Primeira Eliminatória — 10.56s (→ não avançou)

- Rudolph Reid
  - Primeira Eliminatória — 10.74s (→ não avançou)

800m masculino
- Lennox Stewart
  - Eliminatória — 1:48.7 (→ não avançou)

Revezamento 4x100m masculino
- Ainsely Armstrong, Rudolph Reid, Bertram Lovell, e Hasely Crawford
  - Eliminatória — não terminou (→ não avançou))

- Arthur Cooper
- Trevor James
- Charles Joseph
- Patrick Marshall
- Laura Pierre
- Edwin Roberts

### Ciclismo

#### Competição de Estrada
Estrada individual masculino (200 km)
- Patrick Gellineau — não terminou (→ sem classificação)
- Clive Saney — não terminou (→ sem classificação)
- Anthony Sellier — não terminou (→ sem classificação)
- Vernon Stauble — não terminou (→ sem classificação)

#### Competição de Pista
1km contra o relógio masculino
- Leslie King
  - Final — 1:09.96 (→ 19º lugar)

Competidor de pista
- Winston Attong

### Natação
100m livre masculino
- Geoffrey Ferreira
  - Eliminatórias — 56.27s (→  não avançou)

### Vela
Flying Dutchman masculino
- Richard Bennett e David Farfan